# Marte Harell
Marte Harell (* 4. Jänner 1907 in Wien, Österreich-Ungarn; † 12. März 1996 ebenda) war eine österreichische Schauspielerin.

## Leben
Die gebürtige Martha Schömig war die Tochter des Baumeisters Rudolf Schömig und dessen Ehefrau Emilie Mathilde geb. Passetzky. In Wien besuchte sie das Lyzeum.
Ihre Karriere als Schauspielerin begann nach ihrer Heirat mit dem Regisseur und späteren Filmproduzenten Karl Hartl am 2. Februar 1930. Sie nahm Schauspielunterricht bei Margit von Tolnai und am Max-Reinhardt-Seminar. Als 30-Jährige gab sie ihr Debüt an den Kammerspielen des Theaters in der Josefstadt. Anschließend folgen mehrere Jahre an deutschen Theatern, wo sie auch für den Film entdeckt wurde. Sie stand 1944 in der Gottbegnadeten-Liste des Reichsministeriums für Volksaufklärung und Propaganda.
Als Ehefrau des Chefs der Wien-Film, Karl Hartl, wurde ihr der Einstieg in das Filmgeschäft leicht gemacht. So konnte sie in Géza von Bolvárys Opernball gleich mit der weiblichen Hauptrolle beginnen. Weitere Hauptrollen in Wien-Film-Erfolgen wie Rosen in Tirol, Wiener G’schichten, Schrammeln folgten. Sie spielte dabei fast immer den Typ der starken Frau, die das Geschehen bestimmte. Ihren Wiener Akzent konnte sie dabei nur selten verbergen. Die Rolle der Fiaker-Milli in Schrammeln war ihre Paraderolle. 1985 erhielt sie das Filmband in Gold für langjähriges und hervorragendes Wirken im deutschen Film.

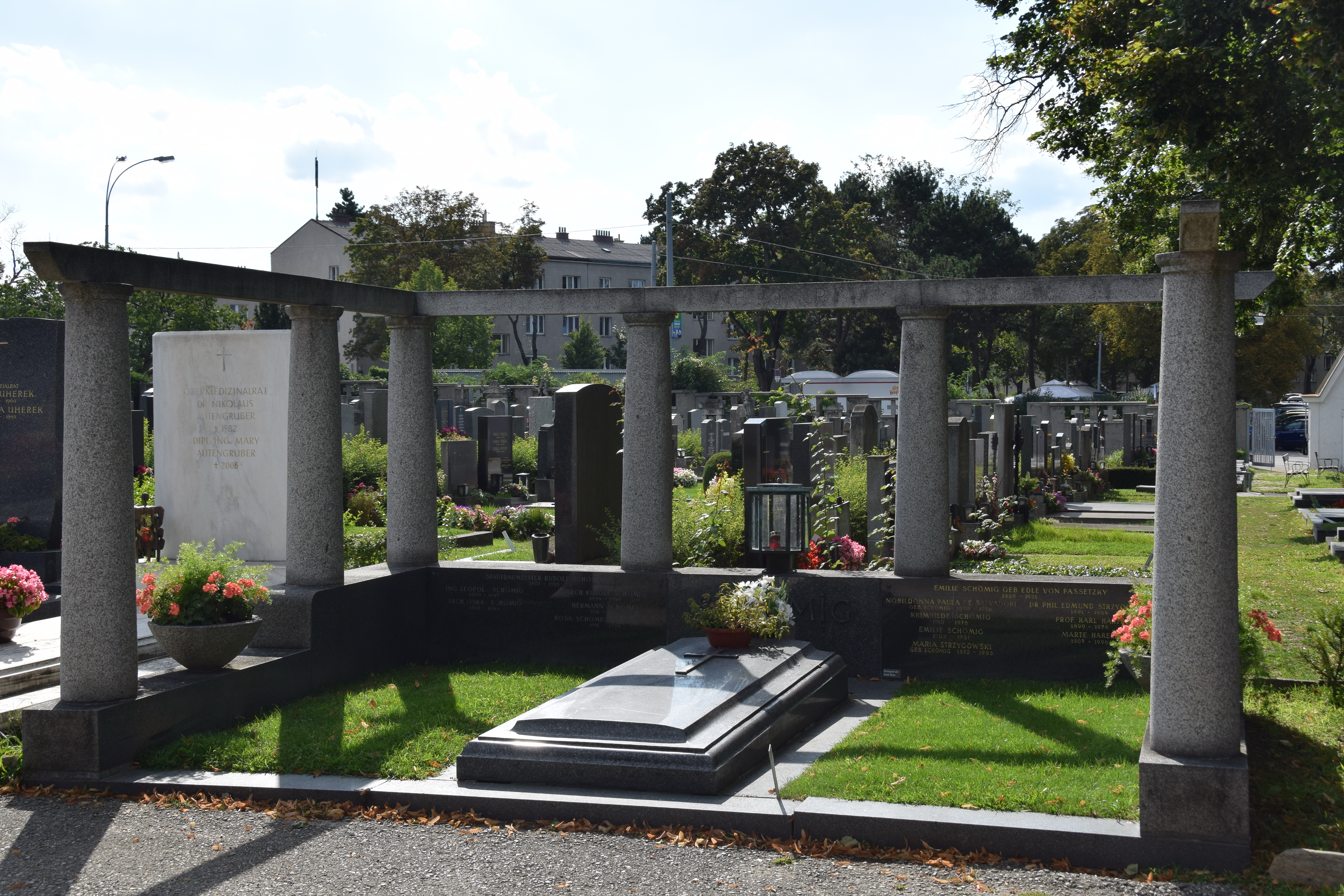
Grabstätte von Marte Harell (Foto: 2017)

Sie ruht auf dem Hietzinger Friedhof (Gruppe 65, Nummer 2) in Wien, an der Seite ihres Gatten. 2000 wurde die Marte-Harell-Gasse in Wien-Liesing nach ihr benannt.

## Filmografie
- 1939: Opernball
- 1940: Rosen in Tirol
- 1940: Traummusik
- 1940: Wiener G’schichten
- 1941: Dreimal Hochzeit
- 1942: Brüderlein fein
- 1942: Die heimliche Gräfin
- 1943: Der dunkle Tag
- 1943: Frauen sind keine Engel
- 1943: Tolle Nacht
- 1944: Romantische Brautfahrt
- 1944: Schrammeln
- 1944/46: Die Fledermaus
- 1944/47: Umwege zu Dir
- 1945: Die tolle Susanne
- 1946: Glaube an mich
- 1948: Nach dem Sturm
- 1950: Erzherzog Johanns große Liebe
- 1951: Wien tanzt
- 1952: Du bist die Rose vom Wörthersee
- 1953: Liebeskrieg nach Noten
- 1955: Der Kongreß tanzt
- 1955: Spionage
- 1958: Im Prater blüh’n wieder die Bäume
- 1960: Der Held meiner Träume
- 1963: Begegnung in Salzburg
- 1964: Die große Kür
- 1967: Geheimauftrag K (Assignment K)
- 1968: Otto ist auf Frauen scharf
- 1971: Der alte Richter (Fernsehserie, Folge 11: Der junge Richter)
- 1972: Sie nannten ihn Krambambuli
- 1973: Abenteuer eines Sommers
- 1973: Van der Valk und die Reichen
- 1973: Hallo – Hotel Sacher … Portier! (Fernsehserie, Folge 8: Der Filmstar)
- 1974: Tatort: Mord im Ministerium (TV-Reihe)
- 1975: Die gelbe Nachtigall (TV)
- 1978: Das Love-Hotel in Tirol
- 1981: Der Bockerer
- 1982: Zug der Schatten